# PM FBP M/948

Dessin du FBP M/948.

Le pistolet mitrailleur FBP M/948 fut en service dans les Forces armées portugaises entre 1948 et les années 1980. C'est un des rares PM modernes pouvant recevoir une baïonnette (celle des Mauser portugais).

## Technique
C'est une synthèse du M3A1 Grease gun (aspect externe et crosse coulissante) et du MP40 (mécanisme plus chargeur). Il fonctionne efficacement et simplement par culasse non calée sans sélecteur de tir. La construction est totalement métallique. La sûreté de culasse est assurée par le blocage du levier d'armement par deux encoches du boîtier de celle-ci. Ledit levier est situé à gauche. Enfin le canon comprend six rayures orientées vers la droite.

## Production & diffusion
C'est une invention du Major Goncalvès Cardoso, produite par la Fabrica de Braço de Prata sise dans les faubourgs de Lisbonne. Le FBP fabriqua ensuite les PM M/963 (avec sélecteur de tir) et M/976 (M/963 muni d'un manchon refroidisseur).
Il connut un usage intensif lors des guerres coloniales portugaises. Ces armes servirent aussi les militaires ou combattants du Mozambique (affrontement FRELIMO/RENAMO), de l'Angola (guerre civile angolaise), de la Guinée-Bissau et du Timor oriental (lutte pour l'indépendance timoraise).

## Données numériques M/948
- Munition : 9mm Parabellum
- Chargeur : 32 cartouches
- Cadence de tir théorique : 500 coups par minute
- Canon : 25 cm
- Longueur totale : 81 cm
- Longueur avec la crosse rentrée : 63 cm environ
- Masse de l’arme vide : 3,8 kg
- Masse de l’arme chargée : 4,9 kg

## Données numériques M/976
- Munition : 9mm Parabellum
- Chargeur : 32 cartouches
- Cadence de tir théorique : 600 coups par minute
- Canon : 25 cm
- Longueur totale : 85 cm
- Longueur avec la crosse rentrée : 66 cm environ
- Masse de l’arme vide : 3,1 kg
- Masse de l’arme chargée : 4,2 kg

## Sources
Cette notice est issue de la lecture des revues spécialisées de langue française suivantes :
- Cibles (FR)
- AMI (B, disparue en 1988)
- Gazette des armes (FR), notamment HS No
- Action Guns (Fr)